# Спецоперації: Левиця
«Спецоперації: Левиця» (англ. Special Ops: Lioness) — американський шпигунський телесеріал Тейлора Шерідана. Головні ролі виконують Зої Салдана та Лайсла Де Олівейра. Прем'єра відбулася 23 липня 2023 року на Paramount+.

## Сюжет
Оперативниця Джо командує елітним спецзагоном сил швидкого реагування «Левиця», створеним на основі групи жінок-агентів. Під час проведення однієї з їхніх таємних операцій на Близькому Сході, загін зазнає великої невдачі, і в результаті гине запроваджена до лав ворога їхня агент під прикриттям.
Після такого провалу «Левиця» потрапляє під загрозу розформування. Надія з'являється, коли Джо починає працювати на пару із солдатом батальйону морської піхоти Крус Мануелос. Вона отримує завдання потоваришувати з донькою терориста, за яким полює Центральне розвідувальне управління. Водночас їм необхідно запобігти найбільшому теракту на території США з часів 11 вересня 2001 року. Тепер помилок допускати не можна, адже на кону стоїть безпека країни, і кожне зволікання може призвести до невиправних наслідків.

## У ролях

### Основні
- Зої Салдана — Джо, керівниця проєкту ЦРУ «Левиця»
- Лайсла Де Олівейра — Крус Мануелос, агент ЦРУ під прикриттям, колишній військовослужбовець спецпідрозділу морської піхоти (FORECON)
- Дейв Еннейбл — Ніл, чоловік Джо, дитячий лікар, хірург-онколог
- Джилл Вагнер[en] — Боббі, командир групи швидкого реагування ЦРУ проєкту «Левиця»
- ЛаМоніка Гаррет — Такер, член спецпідрозділу «Левиця»
- Джеймс Джордан — «Два шоти», член спецпідрозділу «Левиця»
- Остін Геберт — Ренді, член спецпідрозділу «Левиця»
- Джона Вортон — Текс, член спецпідрозділу «Левиця»
- Тед Лакінбіл — Кайл, офіцер ЦРУ, друг Джо
- Стефані Нур — Алія Амрохі, донька лідера терористичної організації
- Ханна Лав Ланьє — Кейт, старша дочка Джо і Ніла
- Ніколь Кідман — Кейтлін Мід, високопоставлений керівник проєктів ЦРУ, начальниця Джо

### Повторювані
- Майкл Келлі[en] — Байрон Вестфілд, заступник директора ЦРУ, начальник Кейтлін Мід, Джо і Кайла
- Мартін Донован[en] — Еррол Мід, чоловік Кейтлін, високопоставлений фінансовий інвестор
- Майкл Тоу[en] — доктор Хаммонд, колега Ніла

### Гостьові
- Морган Фріман — Едвін Маллінз, державний секретар США
- Дженніфер Елі — Мейсон, голова адміністрації Білого дому
- Рей Корасані — Ехсан, наречений Алії
- Сем Асгарі — Камал, друг Ехсана
- Карла Мансур — Маліка, подруга Алії
- Адам Будрон — Самі, брат Есхана
- Брюс Макгілл — Голлар, радник президента США з нацбезпеки
- Шон Евері — оператор спецпідрозділу «Дельта» (у барі)
- Бассем Юссеф — Асмар Алі Амрохі, батько Алії, саудівський мільярдер, керівник терористичної організації

## Виробництво
Про початок роботи над серіалом стало відомо у вересні 2020 року. У лютому 2022 року Зої Салдана здобула головну роль у серіалі і стала виконавчим продюсером разом з Ніколь Кідман. Лайсла Де Олівейра приєдналася до акторського складу наступного місяця. У червні Шерідан змінив Томаса Бреді на посаді шоуранера серіалу після завершення роботи над сценарієм. Кастинг продовжився у вересні, до нього увійшли Дейв Еннейбл, ЛаМоніка Гарретт, Джеймс Джордан, Остін Еберт, Джона Вортон та Ханна Лав Ланьє. У січні 2023 року Кідман приєдналася до акторського складу разом із Морганом Фріманом.
Спочатку виробництво серіалу мало розпочатися в червні 2022 року. Зйомки почалися на Мальорці в січні 2023 року, і продовжаться до лютого.